# Klondike
Pour les articles homonymes, voir Klondike (homonymie).
Le Klondike (en anglais : Klondike River) est une rivière canadienne, dans l'ouest du Territoire du Yukon et un affluent du fleuve Yukon.
Le nom vient d'un mot de la langue hän, Tr'ondëk, désignant le marteau qui servait à fixer les filets à saumons. La rivière a donné son nom à la ruée vers l'or du Klondike provoquée par la découverte du métal précieux dans certains de ses affluents en 1896. Long d'environ 160 km, le Klondike prend sa source dans les monts Ogilvie et rejoint le Yukon à la Cité de Dawson. La rivière a donné son nom à la région.

## Histoire
En 1896, de riches gisements aurifères furent découverts dans la région, occasionnant la ruée vers l'or du Klondike. Cet emballement baissa très sérieusement dès 1899 et prit fin vers 1906, mais il eut assez de retentissement pour inspirer à Jules Verne Le Volcan d'or et à Charles Chaplin sa fameuse Ruée vers l'or (sortie le 26 juin 1925), qu'il situa à cet endroit. Jack London, qui a participé à cette ruée vers l'or, parle du Klondike dans ses livres Belliou la fumée, Fille des neiges, L'Appel de la forêt et dans beaucoup de ses nouvelles (notamment Construire un feu).

## Affluents
Plusieurs des affluents du Klondike où a été trouvé de l'or ont changé de nom au cours de cette période :
- Bonanza Creek (Bonanza, mot dérivé de l'espagnol signifie « bonne fortune » en anglais) ;
- Eldorado Creek.

Son principal affluent est la rivière North Klondike.

## Dans la culture
C'est au Klondike que le personnage de Balthazar Picsou développe son amour de l'or (souvent évoqué dans ses récits de jeunesse).
Le héros de bande dessinée Lucky Luke se rend au Klondike dans le 107ème album de la série : Le Klondike.

## Galerie de photos

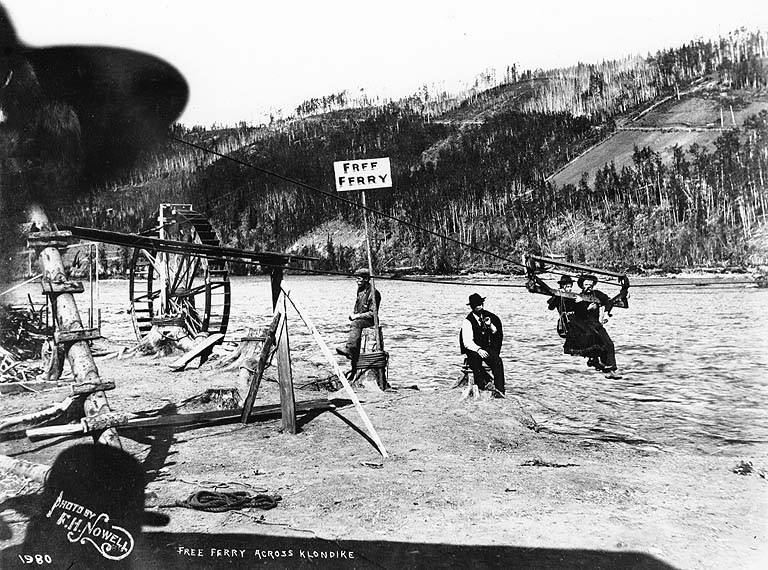
Téléphérique à travers la rivière au sud de Dawson, vers 1898.
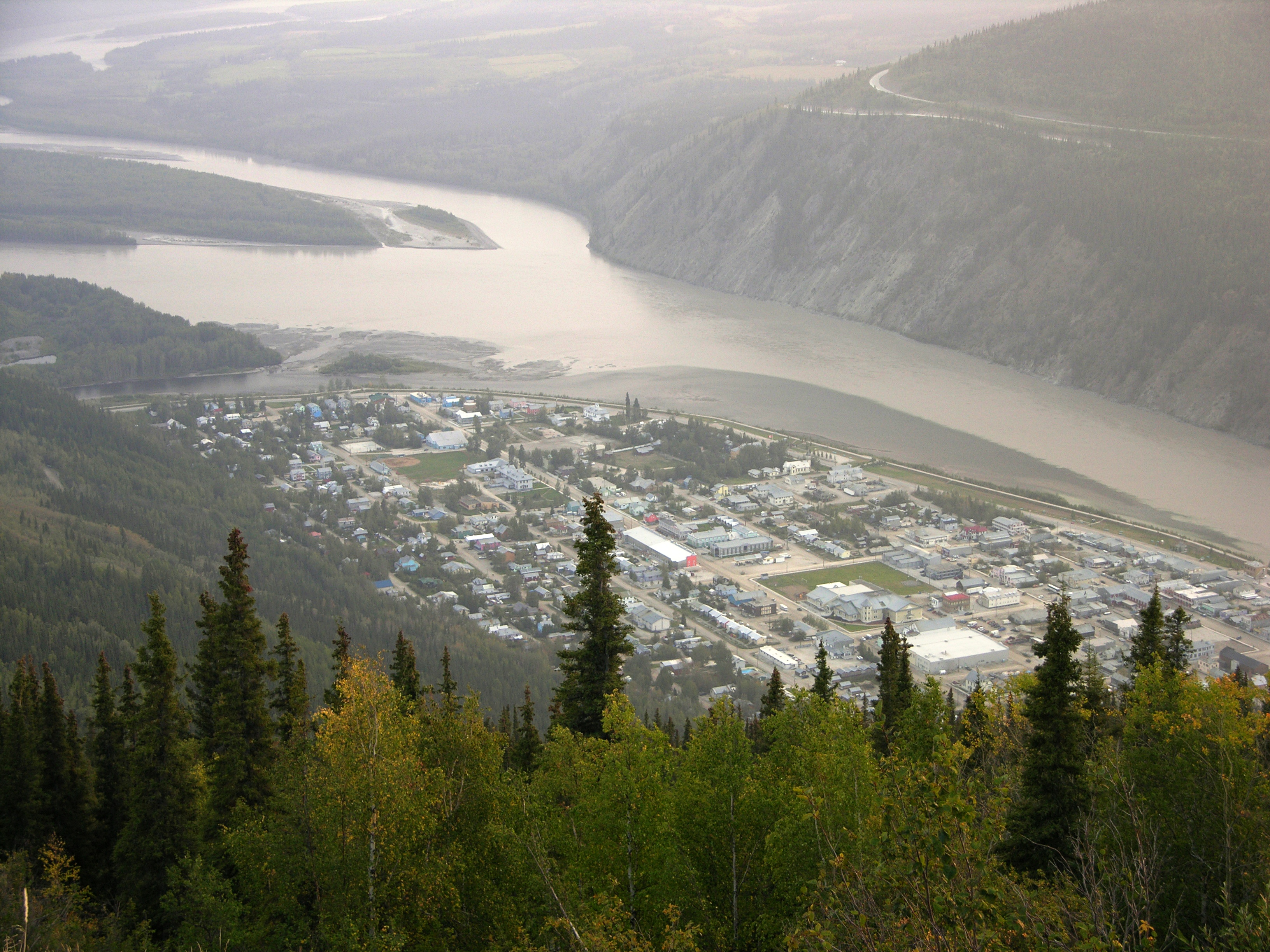
Klondike rejoignant le Yukon (en haut et à droite) à Dawson City.
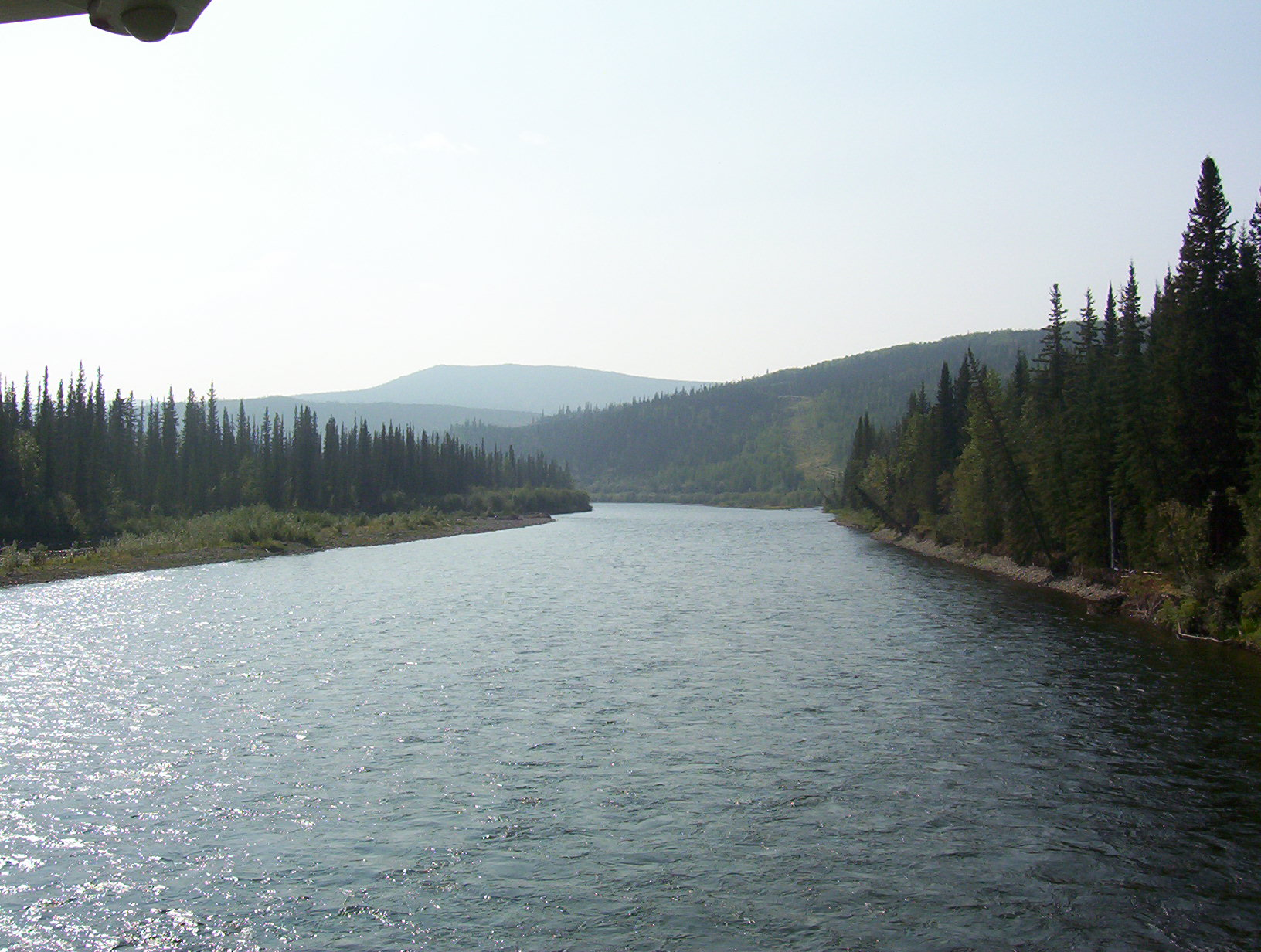
La Klondike River vue depuis le pont de la Dempster Highway (aval).